# サニーランド蛇の島
サニーランド蛇の島（サニーランドじゃのしま）は、岩手県盛岡市上堂にかつて存在した遊園地である。

## 概要
北上川に架かる北大橋の上流にある中州「蛇ノ島」に、1967年（昭和42年）6月17日に開園した。開園当初は賑わいを見せたが、わずか3年後の1970年（昭和45年）に閉園した。
「サニーランド蛇の島」という名称は一般公募により決定した。「太陽の島 サニーランド」のキャッチフレーズを用いていた。閉園後は私有地となっている。
閉業3年後の1973年（昭和48年）2月1日に蛇ノ島地区が盛岡市環境保護地区の第一号に指定された。
当時は蛇ノ島へは2本の橋と国道4号沿い（運動公園東口交差点近くの「運動公園口」バス停付近）の斜面に存在したケーブルカーで移動出来た。

## 歴史
開設当初は、十和振興株式会社（代表取締社長 村井佑吉）が関わり、のちに株式会社蛇の島スポーツセンター（取締役社長 藤原哲夫）が運営していた。
閉園間際の入場料は大人100円、子ども70円。象の乗り物のほかに、ジェットコースター、汽車。また、園内では猿が飼育されていた
僅か3年の短期間での閉園の理由は不明だが、1968年（昭和43年）に北上川の上流に四十四田ダムが建設され、大雨時の緊急放流等による河川の増水・氾濫時に孤立・水没するなどの危険な恐れがある為に、営業が困難となった可能性もある。
また、閉園にまつわる噂として死亡事故があったとあるが、当時の岩手日報の新聞記事その旨の記事がない事から虚偽の情報である。
直接の関係は無いが、閉園2年後の1972年（昭和47年）に岩山パークランドが開園し2025年現在も営業が続いている。

## 跡地・建物
現在も廃墟のように残されている洋館は、1911年（明治44年）、盛岡市内丸に「日本赤十字社岩手県支部」として建てられたものを、開園時に移築したものである。サニーランド蛇の島のシンボルマークである「太陽」を象った紋章が遺されている。
土地管理者が存在している私有地である。前述のように盛岡市の環境保護地区に指定されている為、市の許可無く開発・現状変更は不可となっている。

## 立地
「蛇ノ島（じゃのしま）」はの名称由来はその名の通り、昭和時代まで多くの蛇（へび）が棲んでいたことに由来する。北上川の巨大な中洲で、草木の根につながれ、大きな河の氾濫があっても決して沈まない浮島である、という言い伝えがある。旧下厨川村側（北西部）の川岸は絶壁となっており、川の流れが緩やかで、上堂地内から橋によって結ばれている。厨川柵・嫗戸柵擬定地の上流にあり、対岸には源義家ゆかりの手掛けの松など旧跡が点在している。平安時代、当地で起きた前九年の役において、安倍貞任の軍船の隠し場所だったという伝説がある。
この地に伝わる昔話に、蛇にまつわる「蛇ノ島弁天」がある。